# Херсонський трамвай
Херсонський трамвай — трамвайна система, що проектувалася у місті Херсоні.

## Історія
У 1906 році Херсонська міська дума видала декрет «Про влаштування в місті Херсоні кінного трамвая» (рос. Об устройстве в городе Херсоне конного трамвая). Проте пізніше були проведені розрахунки, які показали, що будівництво у місті кінного трамваю було б економічно не вигідним. Водночас існувала ідея прокласти електричний трамвай: місцеві газети надрукували бюджет будівництва і навіть схему маршрутів (їх мало бути два). Це, мабуть, стало причиною появи міфу про те, що у Херсоні трамвай діяв ще з 1892 року.
У 1939 році миколаївська газета «Більшовицьке плем'я» від 12 серпня написала:
|  | З 10 серпня 1939 року кілька днів працював співробітник «Діпрограду» інженер Клейнерман М. О., який займався вишукуванням трамвайних трас та виявленням обсягу проектних робот … Проект трамвайної колії загальної довжини 28 км, яка зв'яже Вокзал з пристанню, центром міста і околицями |

### Міф про існування кінного трамваю в Херсоні
На сайті «Транспорт Херсона» згадується, що у Херсоні з 1892 року працював кінний трамвай. Та це твердження є недостовірним, адже проти нього свідчать такі факти:
- по-перше, у ніяких інших джерелах, крім цього сайту, подібної згадки немає;
- по-друге, немає жодних фотографій херсонського кінного трамвая;
- по-третє, міська дума Херсона лише у 1906 році видала декрет «Про влаштування у місті кінного трамваю», отже, кінний трамвай не міг з'явитися у 1892 році, як пише сайт;
- по-четверте, сайт не вказує дати закриття кінного трамвая.